# Cañas (dessert)
Pour les articles homonymes, voir Cañas.
Les cornets à la crème (cañas fritas, dénommés parfois canutillos) sont une préparation pâtissière traditionnelle dans de nombreuses régions d'Espagne. Il est courant de trouver ce dessert dans le nord de l'Espagne. En raison de la façon dont ils sont préparés au moyen d'une pâte à base de farine qui est frite dans l'huile d'olive (bien que traditionnellement frite dans le saindoux), ils sont considérés comme des desserts à la poêle.
La préparation de ces cornets feuilletés à la crème passe par deux étapes, la première où la pâte croustillante est préparée sous forme de cylindre creux (cornet), la seconde où les cornets sont remplis d'une crème (d'habitude une crème pâtissière). Ils sont généralement servis froids et saupoudrés de sucre glace. Le croustillant de la partie cylindrique et l'onctuosité de l'intérieur sont les caractéristiques principales de ce dessert. Il existe des variantes de cornets à pâte salée.

## Caractéristiques
Le nom de cornets vient de leur forme cylindrique qui ne dépasse pas environ deux centimètres de diamètre. Le confiseur espagnol Juan de la Mata les mentionne en 1784 comme cornets à la cannelle. La pâte, élaborée à partir de farine de blé et aromatisée avec diverses liqueurs (parfois avec du zeste de citron), est enroulée dans un cylindre métallique qui sert de moule pour être frite dans de l'huile bouillante.
Lors d'une seconde étape, le trou est rempli d'une pâte sucrée consistante, d'habitude une simple crème pâtissière. Les variantes de ce dessert font que les pâtes varient de quelques feuilletés à de simples pâtes fermentées.
La préparation varie beaucoup et dans certaines régions d'Espagne, elles peuvent avoir leur propre identité comme c'est le cas des cornets de O Carballiño, ou des canutillos de Bilbao.